# Europamarke

Erste Europamarke, hier Deutsche Bundespost 1956

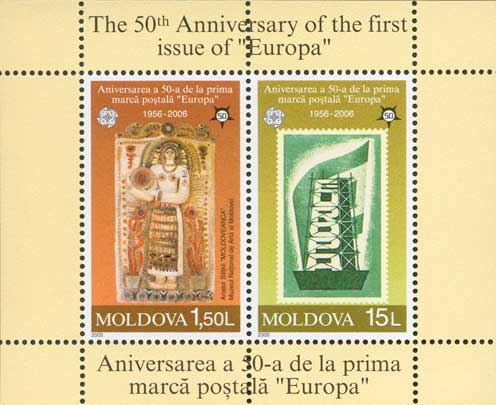
50 Jahre Europamarke

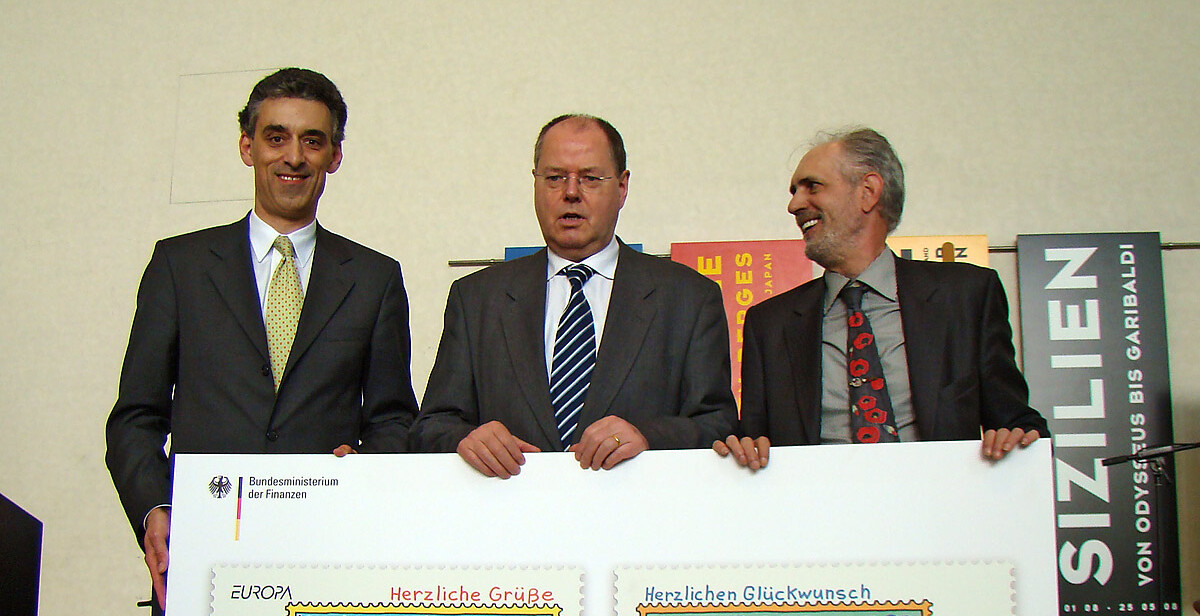
Präsentation 2008er-Serie in der Bundeskunsthalle Bonn, von li. nach re.: Frank Appel, Peer Steinbrück und James Rizzi

Europamarke ist der Sammelbegriff für die seit 1956 von europäischen Ländern, beziehungsweise deren Postverwaltungen, herausgegebenen Briefmarken mit gemeinsamem Motiv oder Thema mit europäischem Bezug.

## Geschichte

### 1956 bis 1959 unter der Trägerschaft der Montanunion
Die Idee, dass die europäischen Länder jährlich Briefmarken mit gemeinsamen Motiven herausgeben sollten, entstand in den 1950er Jahren. Die Briefmarken sollten zum Symbol gemeinsamer Interessen und Ziele der Nationen werden, die daran beteiligt waren.
Die sechs Gründungsmitglieder der Montanunion (Belgien, Bundesrepublik Deutschland, Frankreich, Italien, Luxemburg und die Niederlande) gaben am 15. September 1956 insgesamt 13 Europa-Marken heraus.
Legende
- Bild: Eine bearbeitete Abbildung der genannten Marke. Das Verhältnis der Größe der Briefmarken zueinander ist in diesem Artikel annähernd maßstabsgerecht dargestellt. Sollten keine Marken abgebildet sein, liegt es daran, dass das Urheberrecht des Künstlers noch nicht erloschen ist.
- Beschreibung: Eine Kurzbeschreibung des Motivs und/oder des Ausgabegrundes. Bei ausgegebenen Serien oder Blocks werden die zusammengehörigen Beschreibungen mit einer Markierung versehen eingerückt.
- Wert: Der Frankaturwert der einzelnen Marke in Pfennig. Ein „+“ bedeutet, dass es sich um eine Zuschlagsmarke handelt (= Frankaturwert + Spende).
- Ausgabedatum: Das Datum des erstmaligen Verkaufs dieser Briefmarke.
- Gültig bis: Das Datum, an dem die Gültigkeit endete.
- Auflage: Soweit bekannt, wird hier die zum Verkauf angebotene Anzahl dieser Ausgabe angegeben.
- Entwurf: Soweit bekannt, wird hier angegeben, von wem der Entwurf dieser Marke stammt.
- Mi.-Nr.: Diese Briefmarke wird im Michel-Katalog unter der entsprechenden Nummer gelistet.

| Europamarken | |                  |                    |                   |             |                      |       |
| Bild         | Beschreibung | Werte in Pfennig | Ausgabe- datum     | gültig bis        | Auflage     | Entwurf              | MiNr. |
|              | Europamarken 1956 - Die Marke zeigt das Wort Europa senkrecht in einem Stahlgerüst vor einer Europafahne | 10               | 15. September 1956 | 31. Dezember 1958 | 68.000.000  | Gonzague             | 241   |
|              | - Die Marke zeigt das Wort Europa senkrecht in einem Stahlgerüst vor einer Europafahne | 40               | 15. September 1956 | 31. Dezember 1958 | 28.000.000  | Gonzague             | 242   |
|              | Europamarken 1957 - stilisierter Baum (schwärzlicholivgrün und helltürkisblau) | 10               | 16. September 1957 | 31. Dezember 1959 | 60.000.000  | Richard Blank        | 268   |
|              | - stilisierter Baum (violettultramarin und helltürkisblau) | 40               | 16. September 1957 | 31. Dezember 1959 | 25.000.000  | Richard Blank        | 269   |
|              | Europamarken 1957 1957 war die Serie ohne Wasserzeichen ausgegeben worden. Einige Bogen wurden aus Versehen jedoch auf Wasserzeichenpapier gedruckt, woraufhin die Deutsche Bundespost zur Unterbindung einer spekulativen Entwicklung noch einmal 10 Millionen mit Wasserzeichen nachdrucken ließ. | 10               | August 1957        | 31. Dezember 1959 | 10.000.000  | Richard Blank        | 294   |
|              | Europamarken 1958 - Ein großes „E“ und darauf sitzend eine Taube, in Grün | 10               | 13. September 1958 | 31. Dezember 1960 | 100.000.000 | André van der Vossen | 295   |
|              | - Ein großes „E“ und darauf sitzend eine Taube, in Blau | 40               | 13. September 1958 | 31. Dezember 1960 | 27.000.000  | André van der Vossen | 296   |
|              | Europamarken 1959 - Europaschriftzug in einer 6-gliedrigen Kette, in Grün | 10               | 19. September 1959 | 31. Dezember 1961 | 90.000.000  | Walter Brudi         | 320   |
|              | - Europaschriftzug in einer 6-gliedrigen Kette, in Blau | 40               | 19. September 1959 | 31. Dezember 1961 | 25.000.000  | Walter Brudi         | 321   |

### 1960 bis 1992 unter der Trägerschaft der CEPT

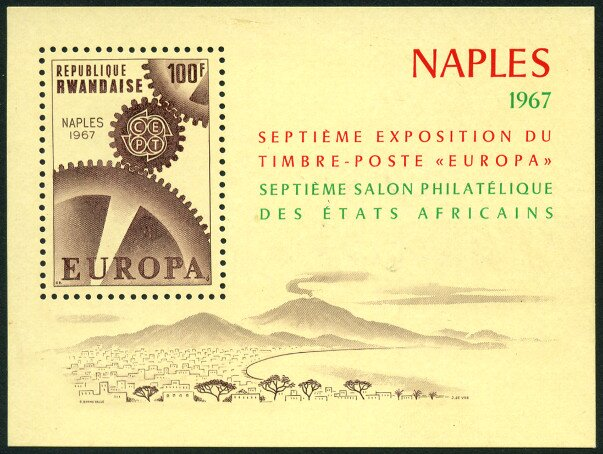
Als der für Ruanda tätige Grafiker Oscar Bonevalle die Gemeinschaftsaufgabe entwarf, beteiligte sich Ruanda einmalig mit einer Blockausgabe

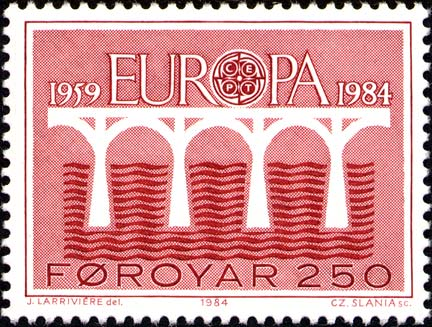
Färöer

Auf einer Konferenz der Postpräsidien Europas in Montreux in der Schweiz im Jahre 1959 gründeten die Postverwaltungen von 19 europäischen Staaten unter der Bezeichnung CEPT eine Dachorganisation. Es wurde auch beschlossen, mit der gemeinsamen Ausgabe von Sonderbriefmarken unter der Bezeichnung CEPT zu beginnen.
Bis 1973 erschienen die Europa-Marken mit einem gemeinsamen Motiv, danach wurde nur noch ein gemeinsames Thema für die Marken festgelegt, das dann national umgesetzt wurde. Die ausgesuchten Themen der Gemeinschaftsausgaben beziehen sich meist auf die europäische Geschichte und Kultur und stellen sowohl Gemeinsamkeiten als auch die kulturelle Vielfalt der europäischen Völker dar. Eine Ausnahme stellt das Jahr 1984 dar, in dem anlässlich des fünfundzwanzigjährigen Jubiläums nochmals – und bisher letztmals – Marken mit einheitlichem Motiv erschienen.
Legende
- Bild: Eine bearbeitete Abbildung der genannten Marke. Das Verhältnis der Größe der Briefmarken zueinander ist in diesem Artikel annähernd maßstabsgerecht dargestellt. Sollten keine Marken abgebildet sein, liegt es daran, dass das Urheberrecht des Künstlers noch nicht erloschen ist.
- Beschreibung: Eine Kurzbeschreibung des Motivs und/oder des Ausgabegrundes. Bei ausgegebenen Serien oder Blocks werden die zusammengehörigen Beschreibungen mit einer Markierung versehen eingerückt.
- Wert: Der Frankaturwert der einzelnen Marke in Pfennig. Ein „+“ bedeutet, dass es sich um eine Zuschlagsmarke handelt (= Frankaturwert + Spende).
- Ausgabedatum: Das Datum des erstmaligen Verkaufs dieser Briefmarke.
- Gültig bis: Das Datum, an dem die Gültigkeit endete.
- Auflage: Soweit bekannt, wird hier die zum Verkauf angebotene Anzahl dieser Ausgabe angegeben.
- Entwurf: Soweit bekannt, wird hier angegeben, von wem der Entwurf dieser Marke stammt.
- Mi.-Nr.: Diese Briefmarke wird im Michel-Katalog unter der entsprechenden Nummer gelistet.

| Europamarken |                                                                          |                  |                    |                   |             |                         |       |
| Bild         | Beschreibung                                                             | Werte in Pfennig | Ausgabe- datum     | gültig bis        | Auflage     | Entwurf                 | MiNr. |
|              | Europamarken 1960 - Wagenrad mit 19 Speichen                             | 10               | 19. September 1960 | 31. Dezember 1962 | 100.000.000 | Rahikainen              | 337   |
|              | - Wagenrad mit 19 Speichen                                               | 20               | 19. September 1960 | 31. Dezember 1962 | 30.000.000  | Rahikainen              | 338   |
|              | - Wagenrad mit 19 Speichen                                               | 40               | 19. September 1960 | 31. Dezember 1962 | 20.000.000  | Rahikainen              | 339   |
|              | Europamarken 1961 - 19 Tauben in Anordnung einer großen Taube            | 10               | 18. September 1961 | 31. Dezember 1963 | 99.090.500  | Kurpershoek             | 367   |
|              | - 19 Tauben in Anordnung einer großen Taube                              | 40               | 18. September 1961 | 31. Dezember 1963 | 20.000.000  | Kurpershoek             | 368   |
|              | Europamarken 1962 - Stilisierter Baum mit 19 Blättern                    | 10               | 17. September 1962 | 31. Dezember 1964 | 85.000.000  | Lex Weyer               | 383   |
|              | - Stilisierter Baum mit 19 Blättern                                      | 40               | 17. September 1962 | 31. Dezember 1964 | 20.000.000  | Lex Weyer               | 384   |
|              | Europamarken 1963 - Buchstaben CEPT im Ornament                          | 15               | 14. September 1963 | 31. Dezember 1965 | 30.000.000  | Holm                    | 406   |
|              | - Buchstaben CEPT im Ornament                                            | 20               | 14. September 1963 | 31. Dezember 1965 | 110.000.000 | Holm                    | 407   |
|              | Europamarken 1964 - stilisierte Blume mit CEPT                           | 15               | 14. September 1964 | 31. Dezember 1966 | 30.000.000  | Georges Bétemps         | 445   |
|              | - stilisierte Blume mit CEPT                                             | 20               | 14. September 1964 | 31. Dezember 1966 | 70.000.000  | Georges Bétemps         | 446   |
|              | Europamarken 1965 - stilisierte Zweig mit CEPT als Fruchtknoten          | 15               | 27. September 1965 | 31. Dezember 1967 | 30.000.000  | Karlsson                | 483   |
|              | - stilisierte Zweig mit CEPT als Fruchtknoten                            | 20               | 27. September 1965 | 31. Dezember 1967 | 70.000.000  | Karlsson                | 484   |
|              | Europamarken 1966 - stilisiertes Segelboot mit CEPT                      | 20               | 24. September 1966 | 31. Dezember 1968 | 30.000.000  | Josef und Gregor Bender | 519   |
|              | - stilisiertes Segelboot mit CEPT                                        | 30               | 24. September 1966 | 31. Dezember 1968 | 70.000.000  | Josef und Gregor Bender | 520   |
|              | Europamarken 1967 - Zahnräder mit CEPT                                   | 20               | 2. Mai 1967        | 31. Dezember 1969 | 30.000.000  | Bonnevalle              | 533   |
|              | - Zahnräder mit CEPT                                                     | 30               | 2. Mai 1967        | 31. Dezember 1969 | 85.000.000  | Bonnevalle              | 534   |
|              | Europamarken 1968 - Kreuzbartschlüssel mit CEPT-Emblem im Schlüsselgriff | 20               | 29. April 1968     | 31. Dezember 1970 | 50.000.000  | Schwarzenbach           | 559   |
|              | - Kreuzbartschlüssel mit CEPT-Emblem im Schlüsselgriff                   | 30               | 29. April 1968     | 31. Dezember 1970 | 70.000.000  | Schwarzenbach           | 560   |

Legende
- Bild: Eine bearbeitete Abbildung der genannten Marke. Das Verhältnis der Größe der Briefmarken zueinander ist in diesem Artikel annähernd maßstabsgerecht dargestellt. Sollten keine Marken abgebildet sein, liegt es daran, dass das Urheberrecht des Künstlers noch nicht erloschen ist.
- Beschreibung: Eine Kurzbeschreibung des Motivs und/oder des Ausgabegrundes. Bei ausgegebenen Serien oder Blocks werden die zusammengehörigen Beschreibungen mit einer Markierung versehen eingerückt.
- Wert: Der Frankaturwert der einzelnen Marke in Pfennig. Ein „+“ bedeutet, dass es sich um eine Zuschlagsmarke handelt (= Frankaturwert + Spende).
- Ausgabedatum: Das Datum des erstmaligen Verkaufs dieser Briefmarke.
- Auflage: Soweit bekannt, wird hier die zum Verkauf angebotene Anzahl dieser Ausgabe angegeben.
- Entwurf: Soweit bekannt, wird hier angegeben, von wem der Entwurf dieser Marke stammt.
- Mi.-Nr.: Diese Briefmarke wird im Michel-Katalog unter der entsprechenden Nummer gelistet.

| Europamarken | |                  |                |                      |                              |                      |
| Bild         | Beschreibung | Werte in Pfennig | Ausgabe- datum | Auflage Bund, Berlin | Entwurf                      | Mi.-Nr. Bund, Berlin |
|              | Europamarken 1969 - Namenszug Europa und CEPT in Tempelform | 20               | 28. April 1969 | 50.000.000           | Gasbarra, Belli              | 583                  |
|              | - Namenszug Europa und CEPT in Tempelform | 30               | 28. April 1969 | 71.500.000           | Gasbarra, Belli              | 584                  |
|              | Europamarken 1970 - Flechtwerk als Sonnensymbol | 20               | 4. Mai 1970    | 50.000.000           | Le Brocquy                   | 620                  |
|              | - Flechtwerk als Sonnensymbol | 30               | 4. Mai 1970    | 95.000.000           | Le Brocquy                   | 621                  |
|              | Europamarken 1971 - symbolische Kette | 20               | 3. Mai 1971    | 50.000.000           | Haflidason                   | 675                  |
|              | - symbolische Kette | 30               | 3. Mai 1971    | 71.600.000           | Haflidason                   | 676                  |
|              | Europamarken 1972 - tanzende Farbpunkte | 25               | 2. Mai 1972    | 50.000.000           | Huovinen                     | 716                  |
|              | - tanzende Farbpunkte | 30               | 2. Mai 1972    | 51.200.000           | Huovinen                     | 717                  |
|              | Europamarken 1973 - stilisiertes Posthorn | 30               | 30. April 1973 | 50.000.000           | Leif Frimann Anisdahl        | 768                  |
|              | - stilisiertes Posthorn | 40               | 30. April 1973 | 73.450.000           | Leif Frimann Anisdahl        | 769                  |
|              | Europamarken 1974, Skulpturen - Wilhelm Lehmbruck, Emporsteigender Jüngling                                                                                              | 30               | 17. April 1974 | 50.000.000           | Bruno K. Wiese               | 804                  |
|              | - Wilhelm Lehmbruck, Kniende | 40               | 17. April 1974 | 68.200.000           | Bruno K. Wiese               | 805                  |
|              | Europamarken 1975, Gemälde - Oskar Schlemmer, Konzentrische Gruppe | 40               | 15. April 1975 | 50.000.000           | Bruno K. Wiese               | 840                  |
|              | - Oskar Schlemmer, Bauhaustreppe | 50               | 15. April 1975 | 68.900.000           | Bruno K. Wiese               | 841                  |
|              | Europamarken 1976, Kunsthandwerk – Modelle von ca. 1765 aus der Porzellan-Manufaktur Ludwigsburg - Straßenhändlerin mit Bijouterien und Kupferstichen                    | 40               | 13. Mai 1976   | 49.550.000           | Bruno K. Wiese               | 890                  |
|              | - Straßenhändler mit Kupferstichen | 50               | 13. Mai 1976   | 98.650.000           | Bruno K. Wiese               | 891                  |
|              | Europamarken 1977, Landschaften - Autobahnabschnitt in der Rhön (Sinntalbrücke)                                                                                          | 40               | 17. Mai 1977   | 49.950.000           | Heinz Schillinger            | 934                  |
|              | - Rheinlandschaft mit Siebengebirge | 50               | 17. Mai 1977   | 126.100.000          | Heinz Schillinger            | 935                  |
|              | Europamarken 1978, Baudenkmäler - Altes Rathaus Bamberg | 40               | 22. Mai 1978   | 51.500.000           | Otto Rohse                   | 969                  |
|              | - Altes Rathaus Regensburg | 50               | 22. Mai 1978   | 140.050.000          | Otto Rohse                   | 970                  |
|              | - Altes Rathaus Esslingen | 70               | 22. Mai 1978   | 31.300.000           | Otto Rohse                   | 971                  |
|              | Europamarken 1979, Geschichte des Post- und Fernmeldewesens - Telegrafenbüro um 1863                                                                                     | 50               | 17. Mai 1979   | 51.300.000           | Elisabeth von Janota-Bzowski | 1011                 |
|              | - Postschalter um 1854 | 60               | 17. Mai 1979   | 122.800.000          | Elisabeth von Janota-Bzowski | 1012                 |
|              | Europamarken 1980, Bedeutende Persönlichkeiten - Albertus Magnus | 50               | 8. Mai 1980    | 120.450.000          | Elisabeth von Janota-Bzowski | 1049                 |
|              | - Gottfried Wilhelm Leibniz | 60               | 8. Mai 1980    | 136.050.000          | Elisabeth von Janota-Bzowski | 1050                 |
|              | Europamarken 1981, Folklore - Tracht aus dem Schwarzwald | 50               | 7. Mai 1981    | 116.541.000          | Elisabeth von Janota-Bzowski | 1096                 |
|              | - Tracht aus Friesland | 60               | 7. Mai 1981    | 156.541.000          | Elisabeth von Janota-Bzowski | 1097                 |
|              | Europamarken 1982, Historische Ereignisse - 150 Jahre Hambacher Fest | 50               | 5. Mai 1982    | 102.126.000          | Karl Oskar Blase             | 1130                 |
|              | - 25 Jahre Römische Verträge | 60               | 5. Mai 1982    | 144.436.000          | Karl Oskar Blase             | 1131                 |
|              | Europamarken 1983, Große Werke des menschlichen Geistes - Moderne Buchdruck-Schrifttype „A“, Erfindung des Buchdrucks durch Johannes Gutenberg                           | 60               | 5. Mai 1983    | 80.151.000           | Ernst Jünger                 | 1175                 |
|              | - Hertzscher Dipol (Schwingungskreis), Entdeckung der elektromagnetischen Wellen durch Heinrich Hertz                                                                    | 80               | 5. Mai 1983    | 110.351.000          | Ernst Jünger                 | 1176                 |
|              | Europamarken 1984, 25 Jahre Europäische Konferenz der Verwaltungen für das Post- und Fernmeldewesen (CEPT) - Brücke                                                      | 60               | 8. Mai 1984    | 81.960.000           | Larrivière                   | 1210                 |
|              | - Brücke | 80               | 8. Mai 1984    | 105.260.000          | Larrivière                   | 1211                 |
|              | Europamarken 1985, Europäisches Jahr der Musik - 300. Geburtstag von Georg Friedrich Händel, (1685–1759)                                                                 | 60               | 7. Mai 1985    | 66.100.000           | Karl Hans Walter             | 1248                 |
|              | - 300. Geburtstag von Johann Sebastian Bach, (1685–1750) | 80               | 7. Mai 1985    | 107.450.000          | Karl Hans Walter             | 1249                 |
|              | Europamarken 1986, Natur- und Umweltschutz - Mund | 60               | 5. Mai 1986    | 63.550.000           | Hans Günter Schmitz          | 1278                 |
|              | - Nase | 80               | 5. Mai 1986    | 107.350.000          | Hans Günter Schmitz          | 1279                 |
|              | Europamarken 1987, Moderne Architektur - Deutscher Pavillon Barcelona von 1929                                                                                           | 60               | 5. Mai 1987    | 74.840.000           | Bruno K. Wiese               | 1321                 |
|              | - Köhlbrandbrücke von 1974, verbindet das Hafengebiet auf der Hamburger Elbinsel Wilhelmsburg mit der Bundesautobahn 7                                                   | 80               | 5. Mai 1987    | 98.036.000           | Bruno K. Wiese               | 1322                 |
|              | Europamarken 1988, Transport- und Kommunikationsmittel - Airbus A320 | 60               | 5. Mai 1988    | 73.550.000           | Ernst Jünger                 | 1367                 |
|              | - Schematische Darstellung der Verbindungen von ISDN | 80               | 5. Mai 1988    | 71.350.000           | Ernst Jünger                 | 1368                 |
|              | Europamarken 1989, Kinderspiele - Drachensteigen | 60               | 5. Mai 1989    | 76.270.000           | Erna de Vries                | 1417                 |
|              | - Puppentheater | 100              | 5. Mai 1989    | 79.280.000           | Erna de Vries                | 1418                 |
|              | Europamarken 1990, Postalische Einrichtungen - Palais Thurn und Taxis in Frankfurt am Main                                                                               | 60               | 3. Mai 1990    | 63.400.000           | Konrad Przewieslik           | 1461                 |
|              | - Postgiroamt in Frankfurt am Main | 100              | 3. Mai 1990    | 71.310.000           | Konrad Przewieslik           | 1462                 |
|              | Europamarken 1991, Europäische Weltraumfahrt - Europäischer Erdbeobachtungssatellit ERS-1                                                                                | 60               | 2. Mai 1991    | unbekannt            | Fritz Lüdtke                 | 1526                 |
|              | - Deutscher Fernmeldesatellit Kopernikus | 100              | 2. Mai 1991    | unbekannt            | Fritz Lüdtke                 | 1527                 |
|              | Europamarken 1992, 500. Jahrestag der Entdeckung Amerikas durch Christoph Kolumbus - florentinischer Holzschnitt von 1493: Kolumbus’ Flotte landet an der Küste Amerikas | 60               | 7. Mai 1992    | 58.835.000           | Erna de Vries                | 1608                 |
|              | - Holzschnitt von Jacques le Moyne de Morgues von 1564: René Goulaine de Laudonnière und Häuptling Athore                                                                | 100              | 7. Mai 1992    | 50.215.000           | Erna de Vries                | 1609                 |

### 1993 bis heute unter der Trägerschaft der PostEurop
Nach der Liberalisierung des Postmarktes in Europa (Postgesetz) ergab sich eine Trennung zwischen den für die Regulierung des Postwesens zuständigen staatlichen Behörden und den kommerziellen Postunternehmen, die 1992 auch in die Gründung einer eigenen europäischen Organisation der Postunternehmen (PostEurop) mündete.
Aufgrund einer Übernahme der Trägerschaft für die Europa-Marken durch die PostEurop entfällt der Aufdruck der Abkürzung CEPT auf den Europa-Marken, die nun den Aufdruck „Europa“ haben. 1993 hatte PostEurop Mitglieder aus 26 Staaten – heute sind es 48.
Seit 2002 führt PostEurop jährlich einen Wettbewerb für die Gestaltung der besten EUROPA-Marke durch.
EUROPA-Marken sollen die Zusammenarbeit auf dem Gebiet des Postwesens und insbesondere in Bezug auf die Förderung der Philatelie betonen. Sie tragen auch dazu bei in der Öffentlichkeit die gemeinsamen Wurzeln, die Kultur und Geschichte Europas, sowie die gemeinsamen Ziele bewusst zu machen.

#### Beispiele
Beispielhafte Darstellung des Markenmotivs „Kinder bauen Sternenturm“ aus dem Jahr 2000, der Entwurf stammt vom französischen Künstler Jean-Paul Cousin.

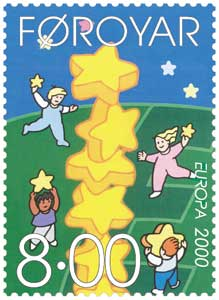
Färöer, Erstausgabe: 9. Mai 2000
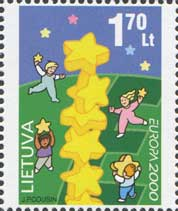
Litauen, Erstausgabe: 9. Mai 2000
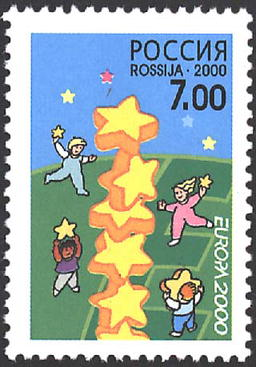
Russland, Erstausgabe: 9. Mai 2000
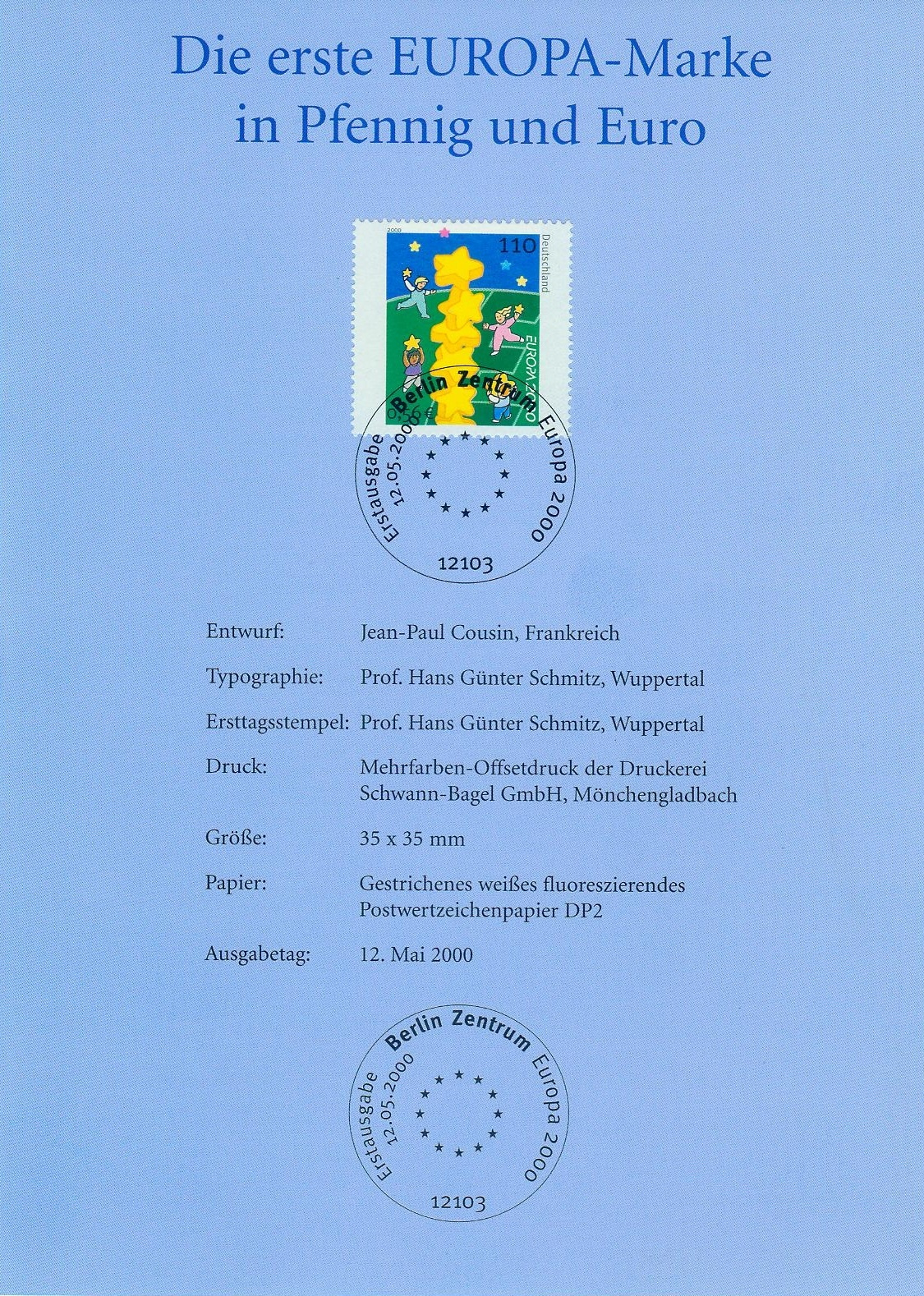
Deutschland, Erstausgabe: 12. Mai 2000

## Sympathie- oder Mitläuferausgaben
Neben den CEPT oder Gemeinschaftsausgaben gibt es auch so genannte Sympathie- oder Mitläuferausgaben von nicht den Trägerverbänden angeschlossenen Postverwaltungen bzw. Postunternehmen.